# Labergement-lès-Auxonne
Labergement-lès-Auxonne is een gemeente in het Franse departement Côte-d'Or (regio Bourgogne-Franche-Comté) en telt 330 inwoners (1999). De plaats maakt deel uit van het arrondissement Dijon.

## Geografie
De oppervlakte van Labergement-lès-Auxonne bedraagt 5,9 km², de bevolkingsdichtheid is 55,9 inwoners per km².
De onderstaande kaart toont de ligging van Labergement-lès-Auxonne met de belangrijkste infrastructuur en aangrenzende gemeenten.

## Demografie
Onderstaande figuur toont het verloop van het inwonertal (bron: INSEE-tellingen).